# بزرگ سیاره کوچک کارتینگ
بزرگ‌سیاره‌کوچک کارتینگ (به انگلیسی: LittleBigPlanet Karting) یک بازی ویدئویی به سبک مسابقه‌ای کارتینگ از مجموعه بازی‌های بزرگ‌سیاره کوچک است که بر پایه ساخت محتوای تولیدی کاربران تمرکز دارد و توسط یونایتد فرانت گیمز با همکاری سازندگان اصلی سری یعنی مدیا مولکول ساخته شده و به‌وسیلهٔ سونی کامپیوتر انترتینمنت در نوامبر ۲۰۱۲، به‌طور انحصاری برای کنسول پلی‌استیشن ۳ منتشر شده است.